# أحياء الأبيض

تقع مدينة الأبيض في ولاية شمال كردفان، وتعتبر واحدة من أكبر مدن السودان.

## الأحياء
تقسم أحياء مدينة الأبيض الي أحياء شرقية تقع شرق السوق الكبير، وأحياء غربية تقع غربه.

### [2]الاحياء الشرقية
حي السكة حديد
حي البترول
حي الدوحة
حي الشارقة
حي القلعة
حي المطار
حي الصفا
حي الموظفين
حي أمير
حي المروة
حى عرفات
حى الرباط
حى سوار الذهب
حي كريمة
حي طيبة 

### الأحياء الغربية
- حي الربع
- حي القبة
- حى الجلا
- حي المعاصر
- حي الوحدة
- حي الرديف
- حي الجمهورية
- حي الصالحين
- حي الناظر
- حي فلاتة
- حي ودالياس
- حي رياض الصاحين
- حى السلام
- ى الصحافة